# Calzada de Calatrava
Calzada de Calatrava – miasto i gmina w Hiszpanii, we wspólnocie autonomicznej Kastylia-La Mancha. W 2007 liczyło 4 489 mieszkańców.